# Scopula alargata
Scopula alargata là một loài bướm đêm trong họ Geometridae.